# Calyptogena
Genre
Calyptogena est un genre de mollusques bivalves de la famille des vésicomyidés, vivant à grande ou très grande profondeur, trouvées lors de chalutages profonds ou observés in situ, par exemple dans le Pacifique pour le cas de Calyptogena pacifica lors de campagnes d'exploration (Cette espèce n'a été découverte qu'à la fin du XIXe siècle, en Alaska à 900 m de fond). Son système digestif devenu presque inutile est relictuel. Elle peut se déplacer dans le sédiment.
Ces espèces extrêmophiles vivent dans des eaux réchauffées par des sources hydrothermales, ou dans des eaux froides, mais enrichies par des apports de fluide froid riche en méthane et hydrocarbures. Elles vivent alors en symbiose avec des bactéries chimioautotrophes qui puisent leur énergie dans l’hydrogène sulfuré d'origine géologique. Comme certains vers tubicoles (Riftia pachyptila par exemple), plusieurs vésicomyidés produisent une hémoglobine leur permettant de respirer dans des milieux presque anoxiques, et de fixer les
sulfures (qui sont un poison pour la plupart des espèces vivantes).
Une campagne exploratoire, par Ifremer a été faite en 2010 dans le bassin de Guaymas.

## Liste d'espèces
Selon WRMS :
- Calyptogena costaricana Krylova & Sahling, 2006
- Calyptogena edisonensis Okutani, Kojima & Kim, 2005
- Calyptogena gallardoi Sellanes & Krylova, 2005
- Calyptogena garuda Okutani & Soh, 2005
- Calyptogena goffrediae Krylova & Sahling, 2006
- Calyptogena magnocultellus Okutani, Kojima & Iwasaki, 2002
- Calyptogena makranensis Krylova & Sahling, 2006
- Calyptogena soyoae Okutani, 1957
- Calyptogena starobogatovi Krylova & Sahling, 2006
- Calyptogena tuerkayi Krylova & Janssen, 2006

#### Liens taxonomiques
- (en) Catalogue of Life : Calyptogena Dall, 1891 (consulté le 8 avril 2023)
- (en) Paleobiology Database : Calyptogena
- (fr + en) ITIS : Calyptogena Dall, 1891
- (en) WoRMS : Calyptogena Dall, 1891 (+ liste espèces)
- (en) Animal Diversity Web : Calyptogena
- (en) NCBI : Calyptogena (taxons inclus)

1. 1 2 3 4 5  [Fiche IFREMER intitulée Calyptogena pacifica aime le chaud et le froid, rédigée par Carole Decker et Karine Olu-Le Roy] à l'occasion de la campagne BIG 2010